# Aerodramus francicus
Aerodramus francicus là một loài chim trong họ Apodidae.

## Hình ảnh

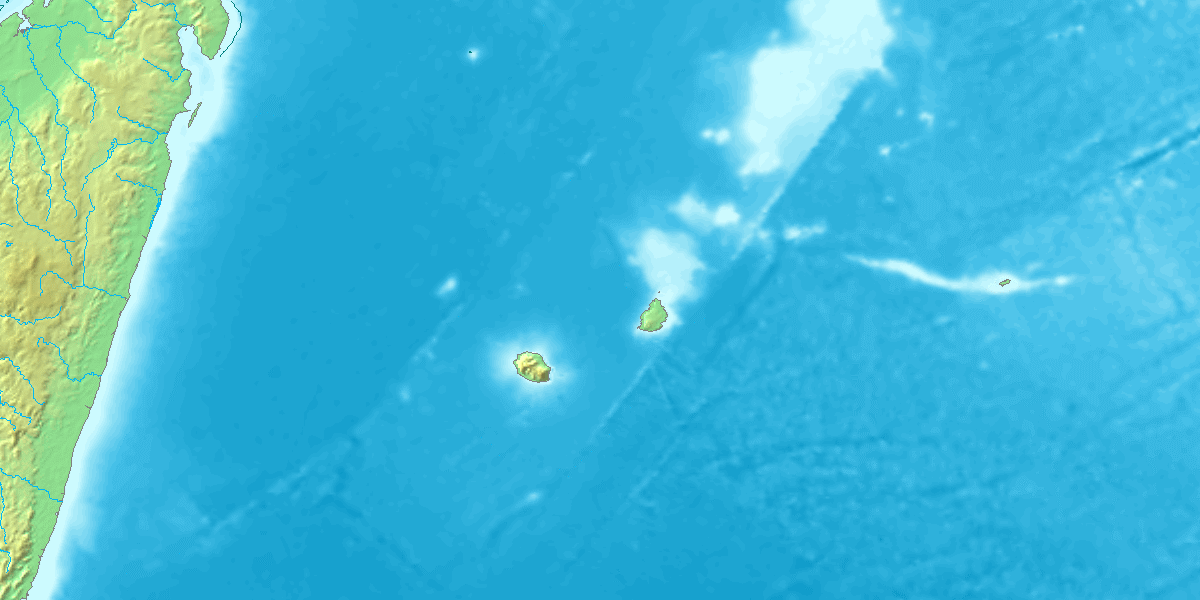